# Air Force Distinguished Service Medal

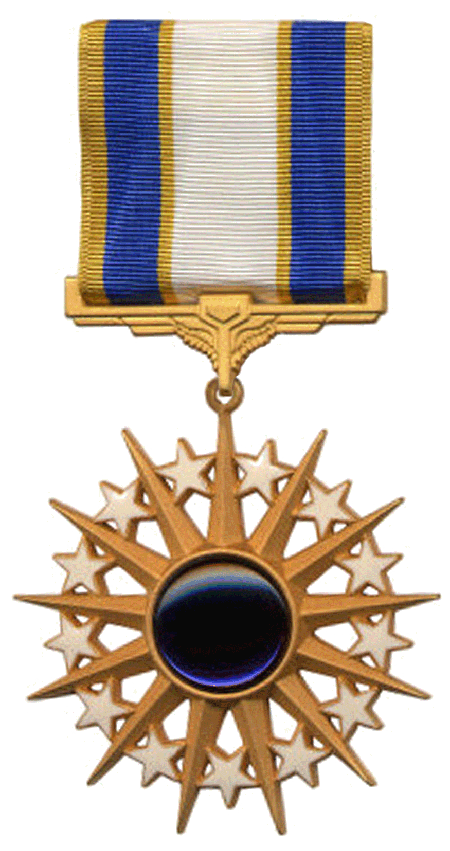
Air Force Distinguished Service Medal

Decorația Air Force Distinguished Service Medal este o decorație militară a SUA.
Această medalie se acordă personalului militar din cadrul aviației care s-a distins prin serviciu excepțional și merituos într-o sarcină de mare responsabilitate. Fraza "mare responsabilitate" înseamnă că această medalie se acordă ofițerilor care dețin cel puțin rangul de general locotenent, dar după pensionare este interpretat mai liberal, totuși în mod tipic se acordă generalilor Forțelor Aeriene. 
O excepție notabilă a fost astronautul Buzz Aldrin, care deși s-a pensionat ca și colonel, a fost decorat cu această medalie.
Decorația a fost creată de Congresul Statelor Unite la 6 iulie 1960 ca o schimbare a politicii de acordare a decorației Distinguished Service Medal a Armatei SUA aviatorilor.